# Pelle Björnlert
Per Erik "Pelle" Björnlert, född 31 december 1955 i Vists socken, Östergötlands län,, är en svensk folkmusiker och riksspelman. Han har förutom soloskivor även gett ut skivor tillsammans med bland andra Bengt Löfberg, Erik Pekkari, Anders Rosén och Johan Hedin.
År 1986 mottog han med Anders Rosén Svenska fonogrampriset.

## Biografi
Björnlert är uppvuxen i Malexander. Han började sin musikaliska bana med att spela gitarr. När han var tio år startade han sitt första band. Förebilder var Bob Dylan och Carl Michael Bellman. Via vistraditionen upptäckte han folkmusiken. 1974 träffade han Bengt Löfberg på Ransätersstämman. De två började spela flitigt ihop och blev alltmer samspelta. Björnlert började också, inspirerad av Löfberg som gjort samma sak, att gräva i den småländska och östgötska folkmusiktraditionen, för att finna bortglömda musikstycken. Med hjälp av gamla inspelningar, notblad och besök hos gamla spelmän  lyckades Björnlert hitta en stor samling gamla låtar, som han tog upp och började spela. Bland de spelmän han lyft fram märks Pelle Fors, Lars Johan Sundell (Lasse i Svarven) från Västervik, August Fredin från Loftahammar samt Anders Fredrik Andersson från Tryserum. Björnlert blev 1974 på Zornmärkesuppspelningen utnämnd till riksspelman.
År 1976 medverkade både Björnlert och Löfberg på samlings-LP:n Unga spelmän från södra Sverige (dock inte tillsammans). 1977 albumdebuterade de tillsammans på skivan En roliger dans. Spelmannen Magnus Gustafsson har kallat den för en av "sjuttiotalets viktigaste plattor". Skivan föranledde att duons musik etablerades i bredare kretsar. De polskor från Småland och Östergötland som gruppen spelade blev alltmer populära. I Stockholm gick polskorna under namnet "Smålandsragor".
Samma år lät Björnlert norrmannen Kåre Leonard Knudsen tillverka en fiol med åtta resonanssträngar efter förlagor funna på Musikmuseet. Inspirationen till detta fann Björnlert av Anders Rosén, som han träffat i början av 1970-talet, och som två år tidigare låtit bygga en fiol med två resonanssträngar.
Efter debutskivan ändrade Björnlert-Löfberg delvis sitt musikaliska fokus och började alltmer intressera sig för gammeldanslåtar. Syftet var att spela folkmusik som var ännu mer dansant. I anslutning till detta började Björnlert och Löfberg att spela tillsammans med Håkan Andersson, som introducerade cittran som ackompanjemangsinstrument. Gruppen gav 1981 ut skivan Raskens trall.
Efter några års tystnad utkom skivan Kärleksfiol 1986. Skivan utgavs tillsammans med Anders Rosén och innehöll uteslutande låtar framförda på fioler med resonanssträngar. Skivan belönades med svenska fonogrampriset 1986.
År 2000 utgavs skivan Mikaelidansen där Björnlert spelade tillsammans med Bengt Löfberg och Erik Pekkari. Året efter utkom Björnlert första soloalbum, Fors. Samarbetet med Löfberg och Pekkari fortsatte på 2004 års Gubbstöt. Denna gången hade trion även sällskap av Bengt Löfbergs son, Anders Löfberg.
År 2006 utkom skivan Musikanter, polskor och andanter, tillsammans med Johan Hedin. Björnlert hade träffat Hedin redan under 1980-talet via Bengt Löfberg och hade då spelat en del tillsammans. Efter ett långt uppehåll återupptogs samarbetet i början av 2000-talet, när Hedin träffade Björnlerts dotter Märta.
Sedan 2006 har Pelle Björnlert även en föreställning där han tillsammans med Erik Gruvebäck tolkar Allan Edwall-låtar. 2006 mottog Björnlert också Västerviks-Tidningens kulturpris, med motiveringen "För att han som musikant och tonsättare, forskare och pedagog, i samklang med tiden levandegör och utvecklar det kulturarv som folkmusiken utgör".
Björnlert ingår även i folkmusikgruppen Silfver, tillsammans med bland andra Johan Hedin. Gruppen släppte sitt debutalbum Silfver 2012. Samma år utgavs även livealbumet Live Concert in Paris, inspelat i Paris 2011 tillsammans med Hedin och Pekkari.
Pelle Björnlert är bosatt i byn Vråka i Västerviks kommun.

## Diskografi
- 1977 – En roliger dans (Pelle Björnlert och Bengt Löfberg)
- 1981 – Raskens trall (Håkan Andersson, Pelle Björnlert och Bengt Löfberg)
- 1986 – Kärleksfiol (Sv. Fonogrampriset) (Pelle Björnlert och Anders Rosén)
- 2000 – Mikaelidansen (Pelle Björnlert, Bengt Löfberg och Erik Pekkari)
- 2001 – Fors (Pelle Björnlert)
- 2004 – Gubbstöt (Erik Pekkari, Pelle Björnlert, Bengt och Anders Löfberg)
- 2006 – Musikanter, polskor och andanter (Pelle Björnlert och Johan Hedin)
- 2012 – Silfver (Silfver)
- 2012 – Live Concert in Paris (Pelle Björnlert, Johan Hedin, Erik Pekkari)
- 2019 – D'amore

## Priser och utmärkelser
- 1986 – Svenska fonogrampriset tillsammans med Anders Rosén.
- 2003 – Norrköpings Tidningars kulturpris.[6]
- 2006 – Västerviks-Tidningens kulturpris.[12]
- 2007 – Vråkabygdens byalags kulturpris.[6]
- Zornmärket i guld

### Fotnoter
1. ↑  läs online, www.stim.se , läst: 24 juli 2023.[källa från Wikidata]
2. ↑  ”Pelle Björnlert”. Birthday.se. http://www.birthday.se/person/4e83df61-6356-5431-4270-048e18245efd. Läst 31 december 2012.
3. ↑  Björk et al 2009, s. 28.
4. 1 2 3 4  Gustafsson, Magnus (2000). Konvolutet till Mikaelidansen. Giga Folkmusik
5. ↑  ”Pelle Björnlert”. AM Agentur. Arkiverad från originalet den 25 maj 2012. https://archive.is/20120525113445/http://www.amagentur.se/Bjornlert.html. Läst 26 november 2011.
6. 1 2 3 4  Brandin, Hans (5 maj 2007). ”Riksspelman får VT:s kulturpris”. Västerviks-Tidningen. https://vt.se/bli-prenumerant/artikel/jdgn0q8j/vt-2m2kr_s_22. Läst 30 juli 2011. [inloggning kan krävas]
7. ↑  Sven Lönnqvist (1 november 2007). ”Östgötska Riksspelmän”. Östgötaspel (5).
8. 1 2  ”Kärleksfiol”. Resonera mera. http://resoneramera.blogspot.com/2008/06/krleksfiol.html. Läst 6 december 2011.
9. ↑  ”Edwalls visor spelas på Rågö”. Västerviks-Tidningen. 3 augusti 2010. https://vt.se/bli-prenumerant/artikel/rx9ykeyr/vt-2m2kr_s_22. Läst 26 november 2011. [inloggning kan krävas]
10. ↑  Wåhlberg, Gunder. ”Silfver”. Lira. http://www.lira.se/article.asp?articleId=5871. Läst 17 maj 2012.[död länk]
11. ↑  ”Live Concert in Paris”. Buda Musique. Arkiverad från originalet den 27 september 2013. https://web.archive.org/web/20130927053756/http://www.budamusique.com/fr/572-bjornet-hedin-pekkari-.html. Läst 19 maj 2013.
12. ↑  ”VT:s kulturpristagare”. Västerviks-Tidningen. 17 april 2008. https://vt.se/bli-prenumerant/artikel/r0nnvp0j/vt-2m2kr_s_22. Läst 26 november 2011. [inloggning kan krävas]